# Župnija Bukovščica
Župnija Bukovščica je rimskokatoliška teritorialna župnija Dekanije Škofja Loka Nadškofije Ljubljana. Župnijska cerkev v Bukovščici je posvečena sv. Klemenu, papežu in mučencu.